# Juine
Juine – rzeka we Francji, przepływająca przez tereny departamentów Loiret oraz Essonne, o długości 55 km. Stanowi lewy dopływ rzeki Essonne. 
Juine przepływa przez miasto Étampes.